# Arthur Moeller van den Bruck

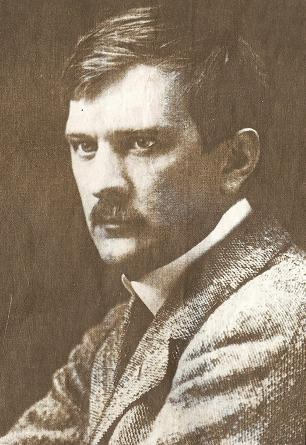
Arthur Moeller van den Bruck

Arthur Moeller van den Bruck (Solingen, 23 april 1876 - Berlijn, 30 mei 1925) was een Duits cultuurhistoricus en schrijver.
Arthur Moeller van den Bruck (ook Moeller-Bruck) werd geboren in 1876 in Solingen. Hij was de zoon van Ottomar Moeller, een ambtenaar, en Elisabeth van den Bruck, de dochter van een ambtenaar. Van 1898 tot 1910 bezocht hij het gymnasium. Daarna studeerde hij verder in Berlijn, Parijs en Italië. In 1905 verscheen zijn achtdelige cultuurhistorisch werk Die Deutschen, unsere Menschengeschichte ("De Duitsers, onze volksgeschiedenis"). In 1907 keerde hij terug naar Duitsland en in 1914, bij het begin van de Eerste Wereldoorlog, meldde hij zich aan bij het leger. Kort daarna vervoegde hij zich bij de persverantwoordelijken van het ministerie van Buitenlandse Zaken en was hij betrokken bij de buitenlandse zaken van de hoogste Duitse legerleiding. Zijn essay "Der Preußische Stil" ("De Pruisische stijl"), waar hij de Pruisische essentie als de "beste" omschreef, markeert zijn voorkeur voor het nationalisme. Het bleek dat hij een tegenstander was van de parlementaire democratie en van het liberalisme, en dat had een grote invloed op de Jungkonservativen ("jonge conservatieven"). Moeller van den Bruck pleegde zelfmoord, na een zenuwinzinking, in Berlijn op 30 mei 1925.
In zijn boek Das Recht der jungen Völker (Het recht van de jonge volken), waar hij de behoeften van Duitsland, Rusland en de Verenigde Staten voorop stelt en waar hij een sterk antiwesters en anti-imperialistische staatsfilosofie (Staatstheorie) voorstaat, probeerde Moeller van den Bruck in de eerste plaats een brug te slaan tussen het nationalisme en het socialisme. Hij had een zeer grote invloed op de Jungkonservativen met zijn oppositie tegen het Verdrag van Versailles. Moeller van den Bruck kan ook gezien worden als een aangever van enkele vitale concepten van de nazi's, alhoewel hij Adolf Hitler zag als een "proletarische primitieveling", nadat hij hem ontmoet had in 1922. De nazi's maakten nochtans gebruik van zijn werk waar ze konden. Zo gebruikten ze de titel van zijn boek uit 1923 Das Dritte Reich (Het Derde Rijk) als een politieke slogan.
- Bibsys: 90321758
- Biblioteca Nacional de España: XX1368807
- Bibliothèque nationale de France: cb12015400z (data)
- CiNii: DA04843486
- Gemeinsame Normdatei: 118734423
- International Standard Name Identifier: 0000 0001 1028 8085
- Library of Congress Control Number: n50000168
- Bibliotheek van het Japanse parlement: 00844767
- Nationale Bibliotheek van Tsjechië: mub2013745101
- Nationale bibliotheek van Australië: 35357331
- Nationale Bibliotheek van Israël: 987007463334605171
- Nationale Bibliotheek van Polen: a0000001209838
- Nationale en Universitaire bibliotheek Zagreb: 000785951
- Nederlandse Thesaurus van Auteursnamen: 069043787
- Istituto Centrale per il Catalogo Unico: SBLV068032
- SNAC: w63b8sjx
- Système universitaire de documentation: 02828741X
- Trove: 924139
- Virtual International Authority File: 68940745
- WorldCat: E39PBJbxCkTRhcRmWdhGvXGvHC